# Utegenia
Utegenia is een geslacht van uitgestorven Tetrapoda dat behoort tot de Seymouriamorpha. Hij leefde tussen het Laat-Carboon en het Vroeg-Perm (ongeveer 300 - 290 miljoen jaar geleden) en zijn fossiele overblijfselen zijn gevonden in Kazachstan en (mogelijk) in Frankrijk en China.

## Naamgeving
De typesoort Utegenia shpinari werd voor het eerst benoemd en beschreven in 1981 door W.W. Koeznetsow en M.F. Iwachnenko, op basis van fossielen gevonden in de regio Alma-Ata bij de rivier de Koerti in het zuiden van Kazachstan. De geslachtsnaam verwijst naar de rivier de Utegen. De soortaanduiding eert de fysica Ljoedmila Iwanowna Sjpinar (Людмила Ивановна Шпинар).
Het holotype PIN 2078/1 is gevonden in een laag van de Koegaliformatie die dateert uit het Asselien. Het bestaat uit een skelet. Talrijke andere skeletten zijn aan de soort toegewezen. In 1996 beschreef Michel Laurin de soort opnieuw, in 2003 gevolgd door nieuwe beschrijvingen door Jozef Klembara en Marcello Ruta.
Later, in 1984, werden fossielen uit de provincie Xinjiang in China benoemd als Urumqia liudaowanensis met als holotype XMGM 6, maar in 1987 werden deze fossielen toegeschreven aan Utegenia shpinari. Andere fossielen afkomstig uit het Autun-veld (Frankrijk) en bekend als Promelanerpeton sacheti zouden tot Utegenia kunnen behoren.

## Beschrijving
Utegenia is bekend dankzij meer dan vierhonderd exemplaren die in een enkel veld in Kazachstan zijn gevonden, en het is daarom mogelijk om het uiterlijk tot in detail te reconstrueren. Zoals veel dieren die tot de seymouriamorfen behoren, moet Utegenia eruit hebben gezien als een grote salamander. Bovendien documenteren de fossielen een reeks groei die begint vanaf het larvale stadium om te komen tot sub-volwassen exemplaren. Deze ontogenetische reeks laat zien dat de wervelbogen verbeend zijn vóór de wervelcentra, en dat de uitwendige kieuwen verdwenen toen de schedel een lengte van ongeveer 1,5 centimeter bereikte. In ieder geval suggereert de slechte ossificatie van het skelet dat er geen volledig volgroeide exemplaren zijn gevonden. De schedellengte van de specimina varieerde van één tot 3,5 centimeter (Kuznetsoz en Ivakhnenko, 1981). De grootste zijn een twintig centimeter lang.
Vroege reconstructies van Utegenia toonden een zeer grote schedel, maar recentere studies gaven aan dat de schedel iets smaller was met langwerpige neusbeenderen en een langwerpige wangzone; de schedel is bijna onbekend, omdat de endochondrale elementen kraakbeenachtig waren en niet versteenden. De parasphenoïde was groot, driehoekig en bedekt met uitzonderlijk veel tandjes. Utegenia had een tamelijk lange wervelkolom, met achtentwintig presacrale wervels (drie of vier meer dan bij andere seymouriamorfen). De wervelbogen waren gepaard en los van de pleurocentra, zelfs bij de grotere exemplaren, maar dit is waarschijnlijk een juveniele eigenschap. Het appendiculaire skelet wordt slecht begrepen vanwege slechte ossificatie; het schouderblad was bijna cirkelvormig. Het uiteinde van pijpbeenderen was kraakbeenachtig. Utegenia bezat cirkelvormige schubben over een groot deel van het lichaam, net als andere seymouriamorfen (bijvoorbeeld Discosauriscus). Er waren ruitvormige schubben in de ventrale positie.
Er zijn verschillende onderscheidende kenmerken voorgesteld. Er was contact tussen postorbitale en supratemporale botten, wat afwijkt van alle verwanten. Het postparietale en tabulare zijn bovenop smal. Het bovenkaaksbeen raakt het quadratojugale niet. Het dolkvormig uitsteeksel van het parasfenoïde is breed. De buik is bedekt door buikribben.

## Classificatie
In ieder geval behoren Utegenia en soortgelijke vormen tot een basale tak van de seymouriamorfen, een groep typische tetrapoden uit het Perm, vroeger vaak opgenomen onder de reptielen. Sommige kenmerken (zoals het contact tussen postorbitale en supratemporale, en de aanwezigheid van ventrale ruitvormige schubben) suggereren dat Utegenia niet nauw verwant was aan Discosauriscus, Ariekanerpeton en Seymouria, maar basaler stond.